# Заготова Світлана Миколаївна
Заготова Світлана Миколаївна (нар. 10 серпня 1955, с. Бояди, Смоленська область, РФ) — сучасна українська письменниця та поетеса. Пише українською та російською мовами. Член НСПУ з 1998 року.

## Біографія
Світлана Заготова народилась 10 серпня 1955 року в селі Бояди (Смоленська область, РФ).
З 1959 р. жила в Донецьку.
У 1974 р. закінчила Дніпропетровське театральне училище, а у 1984 р. — Харківський інститут культури.
З 1974 р. працювала в Донецькому ляльковому театрі акторкою.
У 1976–1989 рр. завідувала дитячим сектором Палацу культури. Викладала в школі мистецтв.
У 1991–1994 рр. керувала літературно-творчим об'єднанням при Обласному палаці дитячої і юнацької творчості.
З 1999 р. працювала в Донецькому обласному музично-драматичному театрі ім. Артема помічником режисера.
У 2000–2002 рр. була редактором видавництва «Сталкер». З 2002 р. — літературний редактор, з 2004 р. — головний редактор видавництва «БАО».
З 2010 р. на творчій роботі.    
У 2014 році у зв’язку з окупацією Донецька переїхала до Києва.  

## Творчість
Авторка чотирьох збірок лірико-філософської поезії, низки віршів і оповідань, опублікованих в періодиці, роману «ТОВ, або Клуб любителів життя та мистецтва» та книги короткої прози «Дні скошено, ночі — терпкі».  
Поетичні збірки
Эмпирические эпизоды. (Донецьк: Донбас, 1993) 
С миром по миру. (Донецьк: Касіопея, 1999) 
Стихи. (Донецьк: Точка опори, 2005) 
Схоже на життя. (Донецьк: Національна Спілка письменників України, 2011) 
Проза
«ТОВ, або Клуб любителів життя та мистецтва». Роман (Київ: Каяла, 2016)
«Дні скошено, ночі — терпкі». Оповідання, новели, мініатюри. (Київ: Ліра-К, 2025)

Журнальні публікації
Журнал «Донбас». Вірші. №6, 1991, 1998, 2000 рр. У подальшому вірші і оповідання друкувались періодично в різні часи.  
Журнал «Юность». Вірші. № 4, 1991; № 11, 1994.  
Журнал «Октябрь». Вірші. №12, 1991; №12, 1995; №8, 1999.
Журнал «Lines Review» (Едінбург, Шотландія): № 128, 1994. Вірші в перекладах англійською Пітера Генрі. 
Журнал «Многоточие». Вірші. №2, 1995; Журнал «4 см. Луны». Оповідання. (Донецьк).
Журнал «Кальміюс». Вірші в перекладах Олега Солов’я. № 1-2 (9-10), 2000. (Донецьк)
Журнал «Дикое поле». Оповідання. Статті. №14, 2009;. №16, 2011. (Донецьк)
Журнал «Соты». Вірші. № 5-6, 2002; Оповідання. №12, 2005; Коротка проза, 2019. (Київ)    
Журнал «Далекосхідна хвиля» Вірші. №6, 2009. (Хабаровськ)
Журнал «Перевал» Вірші. №1, 2013. Івано-Франківськ. 
Журнал «Крещатик». Оповідання. № 2(64), 2014; № 4(78), 2017; Вірші. №3(81), 2018.      
Журнал «Палисадник». №3, 2018: «Бедная Лина». Оповідання; №4, 2018: Добірка віршів «Молитва с ответом»; №2, 2019: роман «ООО, или Клуб любителей жизни и искусства». 
Журнал «Київ» 1-2. 2019. «Та, що біжить по війні». Новели. (Київ)

Участь у колективних збірках і антологіях
Антология русского верлибра. (М.: Прометей, 1991)
Очень короткие тексты. В сторону антологии. (М.: Новое литературное обозрение, 2000)
Освобожденный Улисс. Сучасна російська поезія за межами Росії. (М,: Новое литературное обозрение, 2004) 
Донеччино моя! Антологія творів майстрів художнього слова Донбасу. (Донецьк: ПП «ЦСО», 2007 (Litmisto.org.ua)
Антология странного рассказа. (Харків: Фоліо, 2012)
Предания о наивных праведниках. Антология странного рассказа. (Харків: Фоліо, 2013) 
Порода. Антологія українських письменників Донбасу. (Київ: Легенда, 2017) 
та інших. 

Укладання
Розстріляне Відродження. Шедеври української репресованої прози. (Донецьк: БАО, 2008)
В. Стус. Вибрані твори. (Донецьк: БАО, 2008)     
Нагороди
Премія ім. В. Катаєва (журнал «Юность», 1994)
Премія «Lege artis» (Лейпціг, 1995)
Премія ім. М. Кірієнка-Волошина за роман ««ТОВ, або Клуб любителів життя та мистецтва». (Київ, 2018) 